# Григорьев, Юрий Пантелеймонович
Ю́рий Пантелеймо́нович Григо́рьев (29 мая 1932 — 21 марта 2019, Москва) — советский и российский архитектор, народный архитектор Российской Федерации (2008), лауреат трёх премий Правительства Российской Федерации (2000, 2002 и 2008), почётный строитель России (1998) и почётный строитель города Москвы (1999).
Почётный гражданин города Минска, главный архитектор Минска (1974—1986). Академик РАХ, академик РААСН.

## Биография
Родился 29 мая 1932 года в посёлке Кулотино Окуловского района Ленинградской (ныне Новгородской) области.
В 1956 году окончил Московский архитектурный институт.
С 1956 по 1986 годы работал в Беларуси, пройдя путь от архитектора до заместителя Председателя Госстроя республики — главного архитектора Минска (1974—1986 годы).
В 1986 году Юрий Пантелеймонович был приглашен в Москву на должность первого заместителя Председателя Комитета по архитектуре и градостроительству Москвы, где он трудился более 15 лет. Одновременно, с 1994 по 2011 годы он возглавлял Московский научно-исследовательский и проектный институт типологии, экспериментального проектирования.
С 2002 по 2011 годы Григорьев — первый заместитель главного архитектора города Москвы — директор МНИИТЭП. С 2011 года он стал творческим руководителем МНИИТЭПа.
Похоронен в Москве на Троекуровском кладбище.

## Здания, проекты и труды

### В Минске
Григорьев является автором таких зданий, как инженерный корпус метрополитена на площади Независимости, Дом литератора, крытый каток в парке Горького, комплексы НИИ по улицам Славинского и Богдановича, университет культуры, студгородок БНТУ по улице Богдана Хмельницкого, студенческие общежития по улице Октябрьской. Он является разработчиком микрорайонов Зелёный Луг-6, Чижовка-5, В. Хоружей-2, а также одним из авторов генплана развития Минска 1982 года.
Юрий Пантелеймонович также участвовал в разработке проекта будущего микрорайона Московский и здания культурно-делового центра «Минск—Москва».

### В Москве
Он является автором архитектурно-художественного решения таких памятников, как: Кириллу и Мефодию на Славянской площади, Г. К. Жукову на Манежной площади, С. В. Рахманинову на Страстном бульваре, Янке Купале на Кутузовском проспекте, воинам-интернационалистам и Трём богатырям земли Российской на Поклонной горе. Также по его проектам в Москве были построены жилые комплексы «Золотые ключи» (Минская улица), «Шуваловский» (Ломоносовский проспект) и др.

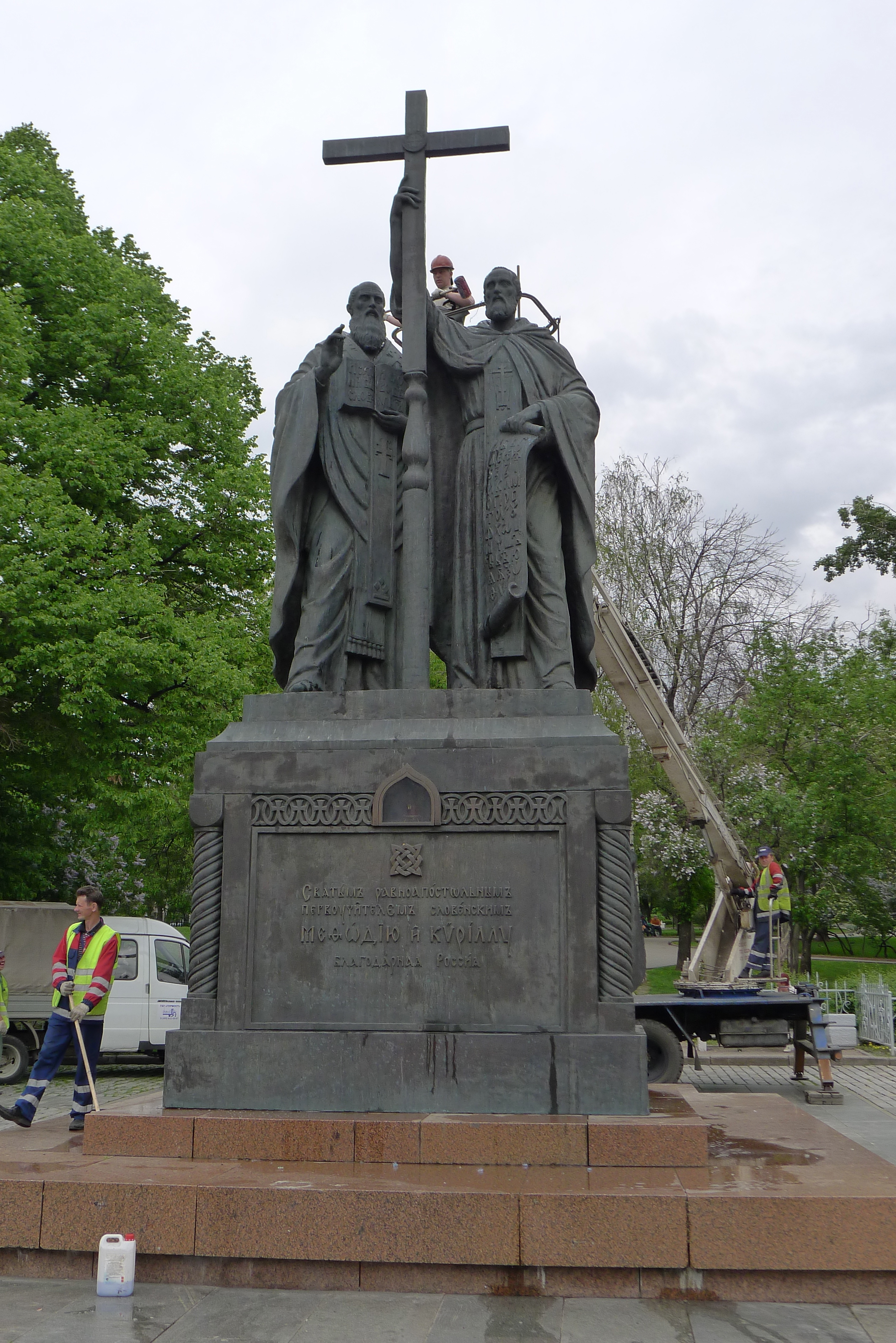
Памятник Кириллу и Мефодию
Памятник Г. К. Жукову
Памятник Янке Купале
Памятник Сергею Рахманинову
Памятник защитникам земли Российской

## Награды и почётные звания
Почётные звания
- Почётное звание «Заслуженный архитектор Российской Федерации» (18 марта 1993 года) — за заслуги в области архитектуры и многолетнюю плодотворную работу[6]
- Почётное звание «Почётный строитель Российской Федерации» (1998 год)
- Почётное звание «Почётный строитель города Москвы» (1999 год)
- Почётное звание «Почётный архитектор Российской Федерации» (2001 год)
- Почётное звание «Заслуженный архитектор Республики Беларусь» (2007 год)
- Почётное звание «Народный архитектор Российской Федерации» (2 февраля 2008 года) — за большие заслуги в области архитектуры и многолетнюю добросовестную работу[7]
- Почётный гражданин города — героя Минска — за большой творческий вклад в формирование градостроительной политики комплексного развития города Минска, его архитектурного облика, развитие сотрудничества между столицами России и Беларуси в области градостроительства[8]

Государственные награды Российской Федерации
- Орден «За заслуги перед Отечеством» IV степени (15 сентября 1997 года) — за большой вклад в укрепление экономики, развитие социальной сферы и в связи с 850-летием основания Москвы[9]

Поощрения Президента Российской Федерации
- Почётная грамота Президента Российской Федерации (27 октября 2012 года) — за достигнутые трудовые успехи и многолетнюю добросовестную работу[10]
- Благодарность Президента Российской Федерации (4 октября 2004 года) — за большой вклад в развитие строительного комплекса города Москвы"[11]
- Благодарность Президента Российской Федерации (14 августа 1995 года) — за активное участие в подготовке и проведении празднования 50-летия Победы в Великой Отечественной войне 1941—1945 годов[12]

Государственные награды СССР
- Орден Трудового Красного Знамени (1976 год)
- Орден «Знак Почёта» (7 декабря 1984 года) — за досрочный ввод в действие первой очереди метрополитена в городе Минске[13]

Государственные награды Республики Беларусь
- Орден Почёта (Беларусь, 20 апреля 2007 года) — за развитие связей между г. Москвой и Республикой Беларусь в области архитектуры и градостроительства, большой вклад в создание делового и культурного комплекса Республики Беларусь в г. Москве[14]

Поощрения Республики Беларусь
- Почётная грамота Совета Министров Республики Беларусь (19 ноября 2009 года) — за значительный личный вклад в укрепление и развитие экономических связей между Республикой Беларусь и г. Москвой Российской Федерации[15]
- Почётная грамота Совета Министров Республики Беларусь (23 мая 2002 года) — за большой личный вклад в формирование архитектурного и градостроительного облика г. Минска, плодотворную работу по развитию культурных и деловых связей между г. Москвой и г. Минском[16]

Региональные награды
- Знак отличия «За безупречную службу городу Москве» XX лет (22 мая 2007 года) — за многолетнюю плодотворную деятельность на благо города Москвы и его жителей[17]
- Благодарность Мэра Москвы (21 мая 2012 года) — за большой вклад в развитие строительной отрасли города Москвы, многолетний добросовестный труд и в связи с 80-летием со дня рождения[18]

Конфессиональные награды
- Орден святого благоверного князя Даниила Московского (РПЦ, 1997 год)
- Орден Преподобного Андрея Рублева II и III степеней
- Орден преподобного Сергия Радонежского (РПЦ, 2002 год)

Награды Российской академии художеств
- Серебряная медаль РАХ (2003 год)
- Золотая медаль РАХ (2005 год)
- Медаль РАХ «Достойному» (2012 год)
- Медаль «Шувалов» РАХ (2012 год)

Премии
- Премия Совета Министров СССР (1985 год)
- Премия Правительства Российской Федерации 1999 года в области науки и техники (29 февраля 2000 года) — за создание и внедрение системы ширококорпусных жилых домов[19]
- Премия Правительства Российской Федерации 2001 года в области науки и техники (21 марта 2002 года) — за проектирование, внедрение в производство и строительство 9-17-этажных жилых домов модернизированных серий П44Т и П3М с усовершенствованными архитектурно-планировочными, конструктивно-технологическими решениями и высокими теплотехническими характеристиками[20]
- Премия Правительства Российской Федерации 2007 года в области науки и техники (27 февраля 2008 года) — за проектирование и реализацию в г. Москве комплексной застройки на примере жилого района Марьинский парк в Юго-Восточном административном округе[21]
- Премия Союзного государства в области литературы и искусства за 2009—2010 годы (10 декабря 2009 года) — за произведения литературы и искусства, вносящие большой вклад в укрепление отношений братства, дружбы и сотрудничества между государствами-участниками Союзного государства[22]

## Память
- Имя главного архитектора г. Минска (1974–2002) Юрия Григорьева присвоено одной из улиц в Минске (бел. вуліца Ю́рыя Грыго́р’ева; рус. улица Ю́рия Григо́рьева)[23].